# Tandy Radio Shack MC 10
Tandy Radio Shack MC 10 (MC 10) је био кућни рачунар фирме Тенди (Tandy Radio Shack) који је почео да се производи у САД од 1983. године.
Користио је Motorola 6803 (6800 компатибилан) као микропроцесор. РАМ меморија рачунара је имала капацитет од 4 kb (до 20 kb), а 3142 бајта је било остављено за корисника у 4 kb верзији. 

## Детаљни подаци
Детаљнији подаци о рачунару MC 10 су дати у табели испод.
|                       |                                                                                             |
| [ 1 ]                 |                                                                                             |
| Произвођач            | Тенди                                                                                       |
| Тип                   | кућни рачунар                                                                               |
| Меморија              | 4 (до 20 ), 3142 бајтова остављено за корисника                                             |
| Поријекло             | Сједињене Америчке Државе                                                                   |
| Година                | 1983                                                                                        |
| Тастатура             | QWERTY / AZERTY, калкулатор-тип тастатуре, 48 тастера, Basic команде исписане изнад тастера |
| Процесор              |                                                                                             |
| Фреквенција процесора | 0,89                                                                                        |
| RAM                   | 4 (до 20 ), 3142 бајтова остављено за корисника                                             |
| ROM                   | 8 (Microcolor Basic)                                                                        |
| Текст                 | 32 x 16                                                                                     |
| Графика               | са Basic-ом : 64 x 32, 8 боја                                                               |
| Боја                  | 9                                                                                           |
| Звук                  | мали звучник са промјењивим тоном и трајањем звука                                          |
| Димензије             | 216 x 180 x 50mm / 836 gr                                                                   |
| Портови               |                                                                                             |
| Оперативни систем     | [[]]                                                                                        |